# الفرقة المقدسة (1821)

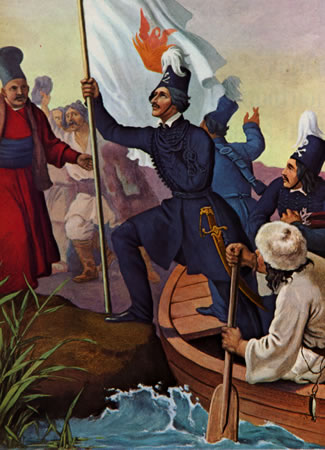
ألكسندروس يبسيلانتيس يعبر بروت بواسطة بيتر فون هس، متحف بيناكي في أثينا. يبسيلانتيس يرتدي زي الفرقة المقدسة.

الفرقة المقدسة (باليونانية: Ἱερὸς Λόχος) كانت قوة عسكرية أسسها ألكسندروس يبسيلانتيس في بداية حرب الاستقلال اليونانية، في منتصف مارس 1821 في والاشيا، التي أصبحت الآن جزءً من رومانيا. تم تشكيلها من قبل المتطوعين الطلاب من المجتمعات اليونانية في مولدافيا، ووالاشيا وأوديسا. لقد كانت أول وحدة عسكرية منظمة لحرب الاستقلال اليونانية (1821) والجيش اليوناني بشكل عام. اعتقد يبسيلانتيس أن هؤلاء الشباب يمكن أن يصبحوا روح جيشه. كان هذا هو السبب في أنه استعار اسم فرقة طيبة المقدسة.

## الهيكل - التنظيم
في فوكشاني، بعد الانتهاء من تدريب أعضاء الفرقة المقدسة، تم تنظيم مراسم أداء اليمين، وفقًا للآداب القيصرية. وبعد الحفل، ألقى ألكسندر يبسيلانتيس خطابًا متحمسًا وأعطى علم الفرقة المقدسة لقائد الفرقة، جورجيوس كانتاكوزينوس (أثناسيوس تساكالوف، أحد مؤسسي المجتمع الودي كان الثاني في القيادة). بعد ذلك، قام أعضاء الفرقة المقدسة بإجراء عرض عسكري وهم يغنون الأغنية العسكرية، «أغنية الحرب» (Άσμα Πολεμιστήριον) التي كتبها أدامانتيوس كوريس قبل 20 عامًا من أجل الفيلق اليوناني الذي قاتل في الغزو الفرنسي لمصر تحت قيادة نابليون بونابرت. في البداية وصل عدد أعضاء الفرقة إلى 120 عضوًا ثم وصل إلى 400 عضو، بينما تم الانتهاء من تنظيم القوة في ترجوفيشت.

## الزى الموحد

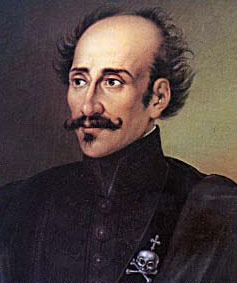
ألكسندروس يبسيلانتيس مرتديًا لباس الفرقة المقدسة

ارتدى رجال الفرقة المقدسة زيًا مستوحى من فونكفيكس السوداء المصنوع من الصوف الأسود. لهذا السبب كان يطلق عليهم أيضا "melanophoroi" أو "mavrophoroi" أي مرتدي الأسود". يتألف زي الفرقة المقدسة من سترة طويلة، وخط فاصل متباعد، وغطاء رأس طويل. ووفقًا لوصف كونستانتينوس رادوس، فقد كانت القبعات مماثلة لتلك الموجودة لدى الهوسار. كان لغطاء الرأس مكونًا من عمود أبيض وشعار وطني من ثلاثة ألوان (أحمر، وأبيض، وسماوي). تحت هذا (في الأمام) كان هناك جمجمة مع عظمتين متصالبتين من المعدن الأبيض، والتي كانت تعني الحرية أو الموت. كان لدى أحد أعضاء الفرقة المقدسة بندقية رمح وحزام جلدي لـ"حزام الخرطوشة". الجزء الوحيد المعروف من زي أعضاء الفرقة المقدسة هو ما يخص كونستانتينوس زينوكراتيس (1803–1876)، الذي يتم عرضه في المتحف التاريخي الوطني في اليونان.

## العلم
كان علم الفرقة المقدسة ثلاثي الألوان. وعلى جانب واحد كان هناك نقش "ΕΝ ΤΟΥΤΩ ΝΙΚΑ" (في هذا انت تربح)، والذي كان شعار الإمبراطور الروماني ومؤسس الإمبراطورية البيزنطية قسطنطين العظيم، الذي تم يتصويره أيضًا في العلم مع والدته هيلانة القسطنطينية في أزياء الأيقونات اليونانية الأرثوذكسية. وعلى الجانب الآخر كانت هناك صورة طائر الفينيق المولدة من اللهب والنقش "ΕΚ ΤΗΣ ΚΟΝΕΩΣ ΜΟΥ ΑΝΑΓΕΝΝΩΜΑΙ" (من رمادي ولدت من جديد). وفي الفقرتين 11 و12 من المنظمة العسكرية التي صاغها نيكولاوس يبسيلانتيس، كانت هناك التعليمات التالية حول العلم: «يجب أن يتكون العلم اليوناني في البر والبحرية من ثلاثة ألوان: الأبيض والأحمر والأسود. اللون الأبيض يعني براءة هذه العملية ضد الطغاة. اللون الأسود يعني موتنا للبلاد والحرية، واللون الأحمر يعني استقلال الشعب اليوناني وسرورهم للقتال من أجل قيامة البلاد».

## المنظمة
كان قائد الفرقة المقدسة جورجيوس كانتاكوزينوس، ضابط كبير سابق في الجيش القيصري سرعان ما تخلص منه يبسيلانتيس. لقد كان مساعد الفرقة المقدسة أثناسيوس تساكالو، المؤسس المشارك للمجتمع الودي. كان قائد الفرقة المقدسة هو سبيريدون دراكوليس، ممثل من إيثاكا، وديميتريوس سوتسوس من إسطنبول، شقيق الشاعر ألكسندروس سوتسوس، ولوكاس فالساماكسيس من كيفالونيا، وأندرونيكوس من بيلوبونيز، والفاناري ألكسندروس ريزوس، نجل رئيس وزراء مولدافيا ياكوفوس ريزوس، وريزوس من يوانينا، وكيوتيس يوانيس كروكياس.
باستثناء قسم المشاة كان هناك أيضًا سلاح الفرسان مكون من زي هوسار وقوزاق. ولتنظيم سلاح الفرسان، أعطى أمير مولدافيا مايكل سوتسوس مبلغًا كبيرًا من المال.

## قسم الفرقة المقدسة
في فوكوشي، بدأ الطلاب الذين لم تكن لديهم خبرة عسكرية سابقة، في التدرب على السلام والرمح. جرى حلف اليمين في معبد المدينة. «بصفتي مسيحيًا أرثوذكسيًا وابن الكنيسة الكاثوليكية، أقسم باسم ربنا يسوع المسيح والثالوث الأقدس بأن أكون مخلصًا لبلدي وديني. أقسم أن اتحد مع جميع إخوتي من أجل حرية بلدنا. أقسم أن أنزف حتى الموت لديني وبلدي. أن أقتل أخي إذا كان خائنًا لبلدنا. والخضوع لقائد بلادنا. أن لا أتراجع إذا لم أطرد أعداء بلدي وديني. للقتال عندما يقوم قائدي بحملات ضد الطغاة ودعوة أصدقائي لمتابعتي. أن أكره أعدائي وأن احتقرهم. أن لا أستسلم حتى أرى بلادي حرة وأعدائي ميتين. أن تسفك دمي حتى أتغلب على أعداء ديني أو أن أموت كشهيد ليسوع المسيح. أقسم باسم المناولة المقدسة بأنني سأحرمها إذا لم أنفذ كل الوعود التي قدمتها أمام ربنا يسوع المسيح».

## المعارك شاركت فيها

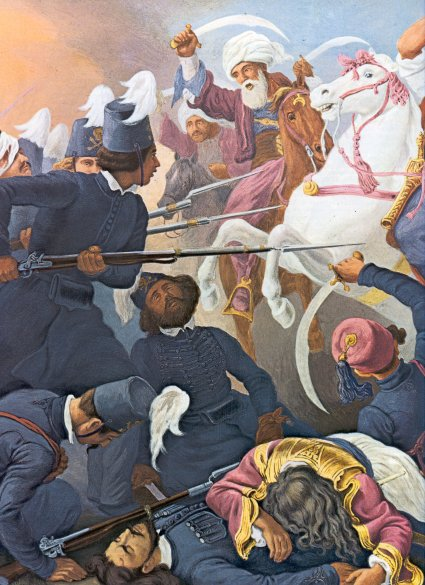
الفرقة المقدسة في معركة دراغاشاني

شاركت الوحدة في معارك مختلفة ضد القوات العثمانية في والاشيا، أبرزها:
- غالاتس
- سلاتينا
- سكوليني
- سيكو

كانت أكبر مشاركة لها هي معركة دراغاشاني في 19 يونيو 1821، حيث تم تثبيت حامية سلاح الفرسان العثمانية القوية. بعد ثلاثة أيام من المسيرة، وصلت الفرقة المقدسة عبر دراغاشاني في ظل ظروف جوية سيئة، حيث هبطت.
في اليوم التالي (7 يونيو 1821)، قبل وصول الجيش بالكامل، بدأت المناوشات. كانت النتيجة الهجوم الفاشل لسلاح الفرسان اليوناني تحت أوامر فاسيليوس كارافياس. طلبت الفرقة المقدسة، برئاسة نيكولاوس يبسيلانتيس، المساعدة مع 375 ضابطًا وجنديًا، لكن فرار فرقة كارافيا أجبر أعضاء الفرقة المقدسة على القتال بمفردهم دون مساعدة سلاح الفرسان. هاجم سلاح الفرسان العثماني، بقيادة كارا فايز، قبل تشكيل الفرقة المقدسة في الساحات. تم تقسيم الفرقة إلى قسمين وكانت المعركة شرسة. كانت هناك خسائر كثيرة. توفي قائد المائة وحامل علم الفرقة و25 ضابطًا و180 جنديًا، في حين تم القبض على 37 من أعضاء الفرقة المقدسة وإرسالهم إلى بوخارست ثم إلى إسطنبول حيث تم قطع رؤوسهم. في مرحلة حاسمة من المعركة، وصل جيورجاكيس أوليمبيوس وأنقذ 136 عضوًا، بما في ذلك نيكولاوس يبسيلانتيس وأثناسيوس تساكالو، وعلم الفرقة المقدسة. تم إنقاذ نيكولاوس يبسيلانتيس من قبل ضابط فيلهيلين فرنسي. ذهب ألكسندر يبسيلانتيس إلى ريمينيكو، حيث كتب أمره الأخير في 8 يونيو 1821، الذي وصم فيه خيانة الموظفين السياسيين والعسكريين وأشاد بتضحية الفرقة المقدسة؛ «أنتم ظلال الهيليين النقية والفرقة المقدسة، يا أولئك الذين تعرضوا للخيانة، كنتم ضحايا لسرقة البلاد، واقبلوا امتنانكم المتجانس. سترفع قريبًا لوحة مكتوب عليها أسمائكم. أسماء أولئك الذين أظهروا لي الإيمان والصدق مكتوبة بحروف نارية في قلبي. ستكون ذاكرتهم دائما الشراب الوحيد لروحي».

## الآثار المكرسة للفرقة المقدسة

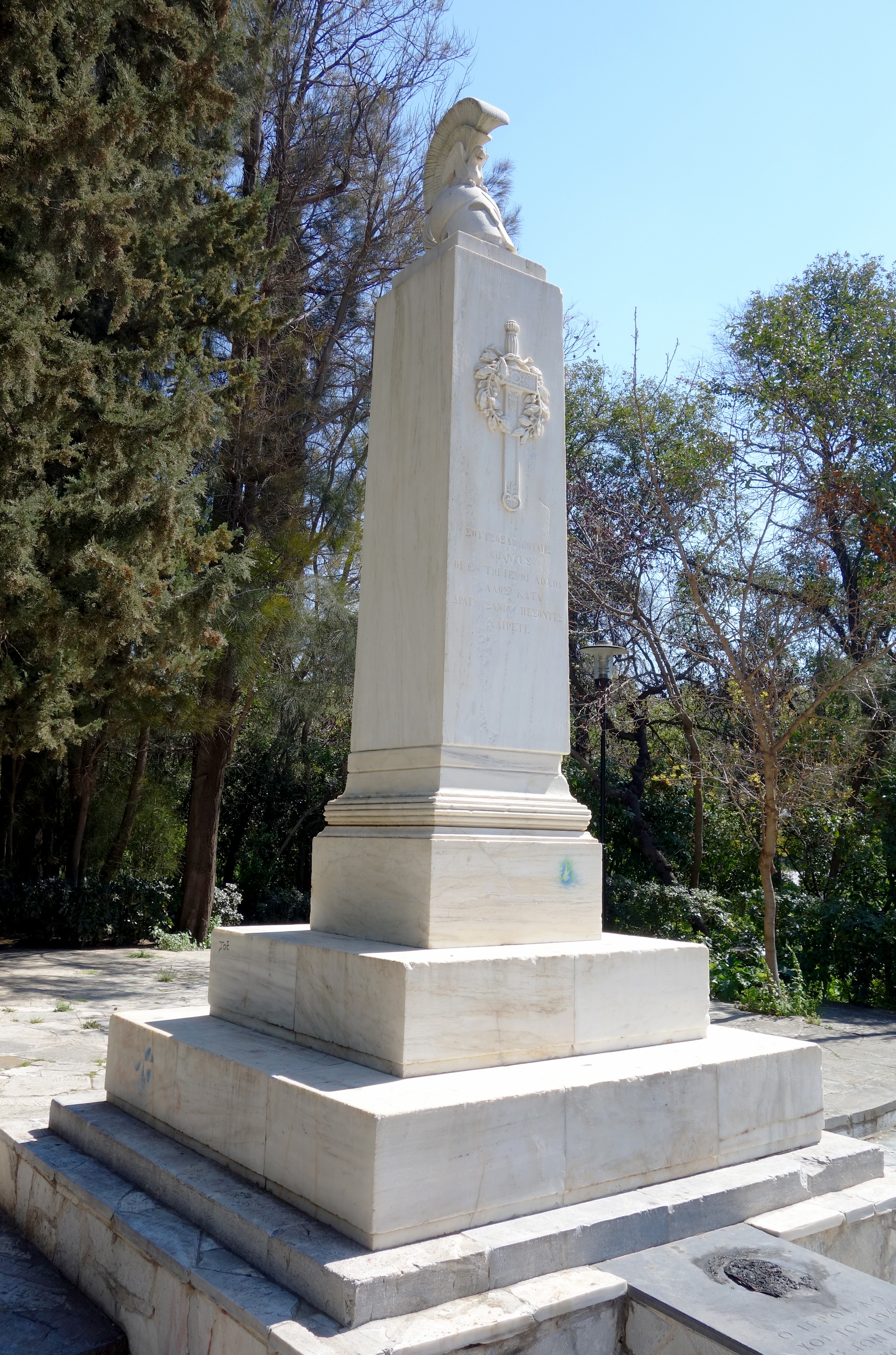
النصب التذكاري في حقول اريوس بواسطة Stamatios Kleanthis

مع فشلها، ألهمت الفرقة المقدسة الانتفاضة في اليونان القارية، والتي بدأت في مارس 1821.
في مقبرة دراغاتساني في رومانيا يوجد نصب تذكاري لأعضاء الفرقة المقدسة المتوفين وقد أقيم في عام 1884 بمبادرة من قبل لجنة التحرير في صحيفة «سيلوجوي» اليونانية في بوخارست. صُمم النصب التذكاري من رخام بنتيليك بواسطة تشاليباس ولامباديتس. يبلغ ارتفاعه 7 أمتار. على الجانب الأمامي من العمود يرتفع متراصة 5 أمتار مع صليب منقوش على الهلال وتحت هذا الرمز لأعضاء الفرقة المقدسة. في وسط العمود يوجد نقش: " ΔΙΑΒΑΤΑ ΑΓΓΕΛΟΥ ΟΤΙ ΕΝΘΑΔΕ ΚΕΙΜΕΘΑ ΥΠΕΡ ΕΛΕΥΘΕΡΙΑΣ ΑΓΩΝΙΣΑΜΕΝΟΙ."
وضع الشاعر ألكسندروس سوتسوس نصبًا آخرًا لأعضاء الفرقة المقدسة، صنعه ليونيداس دروسيس، في ذكرى شقيقه ديميتريوس، قائد المائة الساقط للفرقة المقدسة في عام 1845 شمال غرب الجامعة. ومنذ عام 1885 تم نقل الشاهدة بالقرب من المعبد المقدس لسيارات الأجرة في حقول أريوس، بالقرب من نصب ألكسندر إيفسيلانتيس، الذي تم صنعه في عام 1869 من قبل دروسيس.